# Vitória do Mar Futebol Clube
Le Vitória do Mar Futebol Clube est un club brésilien de football basé à Paço do Lumiar dans l'État du Maranhão.

## Palmarès
- Championnat du Maranhão :
  - Champion : 1952